# Tilly Merz
Tilly Merz war eine deutsche Florettfechterin und deutsche Meisterin, die in den späten 1920er Jahren und den frühen 1930er Jahren aktiv war. Sie focht beim Rüdesheimer FC.

## Erfolge
Bei den Deutschen Fechtmeisterschaften 1929 drang Merz erstmals in die Finalrunde der deutschen Meisterschaften im Damenflorett vor, 1930 belegte sie den dritten Platz. Ein Jahr darauf, 1931, konnte Merz die Meisterschaften gewinnen. Ein Jahr später nahm sie an den Europameisterschaften in Kopenhagen teil, die als Vorläufer der Weltmeisterschaften gelten. Da im gleichen Jahr die Olympischen Spiele ausgetragen wurden, gab es dort nur einen einzigen Wettbewerb in der damals nichtolympischen Disziplin Damenflorett-Mannschaft. Hier gewann Merz zusammen mit Roething Lindinger, Erna Sondheim und Rotraud von Wachter die Bronzemedaille hinter Dänemark und Österreich.